# KrAZ-260
Le  KrAZ-260 est un camion tactique à capot fabriqué par KrAZ qui n'est plus produit aujourd'hui.

## Caractéristiques
Il dispose d'un moteur turbocompressé-diesel 8 cylindres de 300 chevaux et une transmission manuelle à 8 rapports.
Il existe en configuration 6×6 (six roues motrices).